# Franz Weinkauff
Franz Weinkauff (* 24. Mai 1823 in Kreuznach; † 11. März 1892 in Köln) war ein deutscher Lehrer und Schriftsteller.

## Leben
Als Sohn eines Brauerei- und Brennereibesitzers geboren, studierte Weinkauff nach dem Besuch des Kreuznacher Gymnasiums Evangelische Theologie in Bonn und später Klassische Philologie und Geschichtswissenschaft in Heidelberg und Jena. Während seines Studiums wurde er 1844 Mitglied der Burschenschaft Fridericia Bonn. In Jena wurde er 1853 zum Dr. phil. promoviert. Nach seinem Studium arbeitete er als Lehrer an einer Privatschule und ab 1855/56 am Friedrich-Wilhelm-Gymnasium in Köln, zuerst als Schulamtskandidat, ab 1860 als ordentlicher Lehrer, ab 1868 als Vierter Oberlehrer. Aufgrund von Gesundheitsproblemen ging er 1871 in den Ruhestand und lebte fortan als Privatgelehrter. Er war wohlhabend und förderte die Schulbibliotheken in Kreuznach und Köln sowie die Stadtbibliothek Köln. Seine Sammlung befindet sich heute in der Universitäts- und Stadtbibliothek Köln.
Er verfasste Artikel in der Allgemeinen Deutschen Biographie.

## Veröffentlichungen (Auswahl)
- De Tacito dialogi, qui de Oratoribus inscribitur, auctore. Köln 1857, Untersuchungen über den Dialogus des Tacitus. Köln 1880.
- Homerisches Handbuch für Gymnasien. Köln 1868.
- Almania Oideion. Versus cantabiles et memoriales. Dreisprachiges Studentenliederbuch. Auswahl der beliebtesten Studenten- und Volkslieder für Kommers und Hospiz, Turnplatz und Wanderfahrt, Kränzchen und einsame Rekreation. Heilbronn 1885.
- Vademecum Academicum. Köln 1891.